# Астрономическая обсерватория Иркутского государственного университета
Астрономическая обсерватория Иркутского государственного университета (АО ИГУ) — астрономическая обсерватория, основанная 1 октября 1931 года по инициативе академика АН УССР Александра Яковлевича Орлова как широтная станция. Расположена в Иркутске.

## История
В 1910 году в Иркутске была создана астрономическая обсерватория Восточно-Сибирского отдела Императорского Русского Географического общества (ВСОИРГО). В 1924 году Александр Орлов предложил создать широтную станцию в Иркутске для определения движения полюса Земли. Орлов лично выбрал место для создания широтной станции — в кирпичном доме, принадлежащем Иркутскому государственному университету. В 1928 году в обсерваторию поступил первый инструмент, а в 1931 году была официально образована широтная станция. В 1940 году Иркутскому университету была передана обсерватория ВСОИРГО. Впоследствии сама широтная станция стала астрономической обсерваторией.
В 1980-х годах обсерватория включала три отдела.
Обсерватория координировала работы по комплексному изучению Витимского болида, наблюдавшегося на севере Иркутской области в ночь на 25 сентября 2002 года. В это время в обсерватории работало 9 сотрудников.

## Руководители
- 1931—1937 гг —Вильгельм Карлович Абольд — первый директор широтной станции
- 1940—1941 гг — Евгений Павлович Федоров
- 1948—1949 гг — Василий Иванович Курышев
- 1949—1955 гг — Иван Наумович Язев
- 1955—1956 гг — В. П. Силантьева
- 1956—1972 гг — Владимир Францевич Ениш
- 1972—1989 гг — Кира Сергеевна Мансурова (6.04.1931-23.07.1990). В её честь был назван астероид (6845) Мансурова, открытый Н. С. Черных в 1976 году.
- 1989—1995 гг — А. В. Латышев
- 1996—1997 гг — М. А. Татаренко — и. о. директора
- с 1997 года — Сергей Язев

## Инструменты
- зенит-телескоп фирмы Аскания-Верке (1928)
- «Цейсс-150» системы кудэ, рефрактор (1910—1960 в ВСОИРГО, затем на астроплощадке АО ИГУ)
- зенит-телескоп ЗТЛ-180 (конец 1957 года, наблюдения велись в 1958—1993 годах)
- пассажный инструмент Бамберга (1942)
- аэрофотокамера «НАФА-30-25» — для съёмки ИСЗ (1958—1960)
- фотогелиограф ФГ-1 — для съемки Солнца (1940—1970; с 1998)
- роботизированный телескоп «МАСТЕР-II Тунка», построенный в рамках проекта ГАИШ МГУ «MASTER-Net Архивная копия от 23 февраля 2009 на Wayback Machine» (2009)

## Исследования
- Служба широты
- служба времени
- наземная астрометрия
- Наблюдения ИСЗ (1957—1975)
- Наблюдения Серебристых облаков (1971−1997)
- Наблюдения Солнца (с 1940)

Реализуемые в XXI веке
- Служба времени (до 1 января 2007 года)
- Исследование солнечной активности
- Исследование солнечно-земных связей

## Достижения
- С 1971 года иркутские наблюдения занимали 2—3 места в международной широтной службе, а в 1976 Иркутская обсерватория разделила 1-2 места с Благовещенской широтной станцией.
- В 1950—1960 годах иркутская служба времени была одной из лучших в СССР